# آشپزی سوری

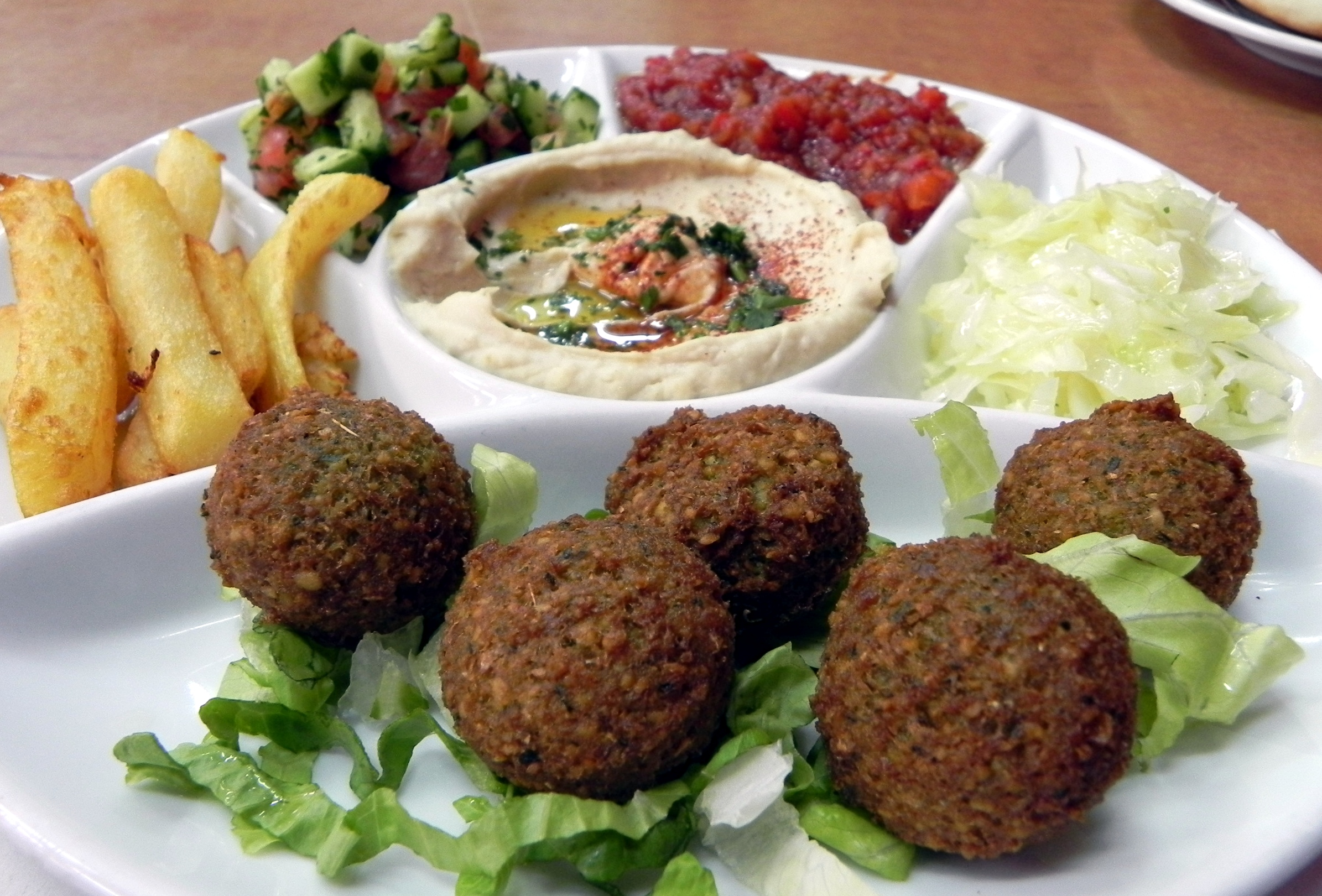
یک وعده غذایی معمولی خاورمیانه‌ای

آشپزی سوری یک نوع مدیترانه‌ای و خاورمیانه‌ای است که ریشه در تمدن‌های باستانی سوریه و منطقه دارد. غذاهای مخصوص سوری از بادنجان ، کدو سبز ، سیر ، گوشت (عمدتاً گوشت بره و گوسفند )، دانه کنجد ، برنج ، نخود ، باقلا ، عدس ، استیک ، کلم ، گل کلم ، برگ مو ، شلغم ترشی ، خیار ، گوجه فرنگی ، روغن زیتون ، آبلیمو ، نعناع ، پسته ، عسل و میوه‌ها تهیه می‌شوند.
انتخاب‌هایی از پیش‌غذاها به نام مزه معمولاً همراه با نان پیتا قبل از وعده اصلی غذا سرو می‌شود، که با قهوه و شیرینی‌های شیرین یا میوه‌ها به دلخواه دنبال می‌شود. بسیاری از دستورهای آشپزی به حداقل قرن سیزدهم برمی‌گردد.

## غذاها

### مزه
| نام                             | توضیحات                                                                                    |
| ------------------------------- | ------------------------------------------------------------------------------------------ |
| بابا گانوش/ متاببال (بابا غنوج) | بادنجان (بادنجان) له شده و با چاشنی مخلوط می شود                                           |
| باتریش (باطرش)                  | بادنجان پخته شده                                                                           |
| فلافل (فلافل)                   | یک توپ سرخ شده یا پاتی که از نخود له شده ، لوبیا فاوا یا هر دو تهیه شده است                |
| فاسولیا بیزیت (فاصوليا بزيت)    | لوبیا سبز با روغن زیتون ، لیمو و سیر                                                       |
| فاتح (فتّة)                      | تکه های نان عربی پوشیده از مواد دیگر                                                       |
| فاتتیل-مکدوس (فتّة المكدوس)      | فاتح با مقدوس و گوشت چرخ کرده                                                              |
| فاتح بیلم (فتّة باللحم)          | فاتح با گوشت                                                                               |
| فاتح بیسمن (فتّة بالسمن)         | فاتح با گوشت گاو یا گوسفند تهیه شده                                                        |
| فتح بیزایت (فتّة بالزيت)         | فاتح با سبزیجات ، ذرت یا روغن زیتون تهیه شده                                               |
| فاتت جاج (فتّة دجاج)             | فاتح با مرغ                                                                                |
| فتوش (فتوش)                     | سالاد تهیه شده از چندین سبزی باغی و تکه های نان پیتا برشته یا سرخ شده                      |
| پنیر هالومی (جبنة حلومي)        | معمولاً برش داده شده و کباب شده یا سرخ شده                                                  |
| هارا اسبا (حراق اصبعو)          | عدس با خمیر                                                                                |
| حمص (حمص)                       | یک شیرینی یا پختن از نخود پخته شده ، پیره، مخلوط با ارده، روغن زیتون ، آب لیمو ، نمک و سیر |
| حمص بیلم (حمص باللحم)           | هموس با گوشت در بالا                                                                       |
| جز مز / جاز ماز (جظ مظ)         | تخم مرغ در رب گوجه فرنگی ، سوریه شکشوکا                                                    |
| کیشک (كشك)                      | ماست آب گرفته شده                                                                          |
| کیبه (كبة)                      | در خاورمیانه ، غذاهای تهیه شده از بلغور ، گوشت چرخ یا له شده و ادویه و ترشی جات            |
| لابنه (لبنة)                    | ماست صاف شده ، که طعم آن شبیه خامه یا خامه ترش است ، فقط ترشی بیشتری دارد                  |
| لاهم بیلاجین (لحم بعجين)        | یک تکه خمیر نازک با گوشت چرخ کرده و سبزیجات.                                               |
| مقدوس (مكدوس)                   | بادنجان های پر شده و ترشی                                                                  |
| مکمور (مكمور)                   | کدو سبز خرد شده با برنج                                                                    |
| مسققا (مسقعة)                   | بادنجان کباب شده (بادنجان) با روغن زیتون ، گوجه فرنگی ، پیاز و سیر                         |
| محمره (محمرة)                   | یک دیپ فلفل تند از حلب, تهیه شده از فلفل حلب                                               |
| متاببال (متبل)                  | بادنجان له شده (بادنجان) مخلوط با ارده ، روغن زیتون ، نمک و سیر                            |
| زیتون (زيتون)                   |                                                                                            |
| شاکرییه (شاكرية)                | ماست پخته شده                                                                              |
| کباب شیش (شيش كباب)             | مکعب های گوشت سیخ شده                                                                      |

### برگ‌های انگور پر شده
| نام                 | توضیحات                                                              |
| ------------------- | -------------------------------------------------------------------- |
| یَبرَق ( يبرق )       | برگ‌های انگور پر شده با برنج و گوشت چرخ‌کرده، پخته و گرم سرو می‌شود     |
| یالانجی ( يالانجي ) | برگ‌های انگور پر شده با برنج و انواع سبزیجات که گرم یا سرد سرو می‌شوند |

### کباب
| نام                                       | توضیحات |
| ----------------------------------------- | --- |
| کباب ( كباب )                             | گوشت کبابی |

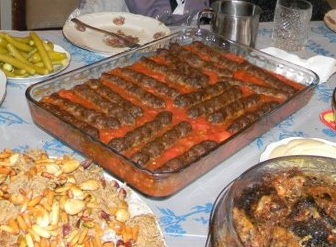
کباب خشخاش از حلب

| کباب حلبی ( كباب حلبي به معنی «کباب حلب») | کباب با سس گوجه فرنگی تند و فلفل حلبی سرو می‌شود و حدود ۲۶ نوع از جمله - کباب هندی ( كباب هندي ) تهیه شده از گوشت چرخ کرده بره، به همراه رب گوجه فرنگی، پیاز، فلفل دلمه ای و رب انار - کباب کامیه ( كباب كميه ) ، تهیه شده از گوشت نرم با تکه‌های دنبلان، پیاز و انواع مغزها - کباب کراز ( كباب كرز )، تهیه شده از کوفته قلقلی بره با گیلاس و رب گیلاس، دانه کاج، شکر و ملاس انار - کباب خشخاش ( كباب خشخاش ) تهیه شده از گوشت بره یا گاو چرخ کرده با خمیر فلفل چیلی، جعفری، سیر و دانه کاج - کباب سینییت ( صينيّة كباب ) از گوشت چرخ‌کرده بره بدون چربی تهیه می‌شود و روی سینی با فلفل چیلی، پیاز و گوجه‌فرنگی سرو می‌شود. |

### کیبه

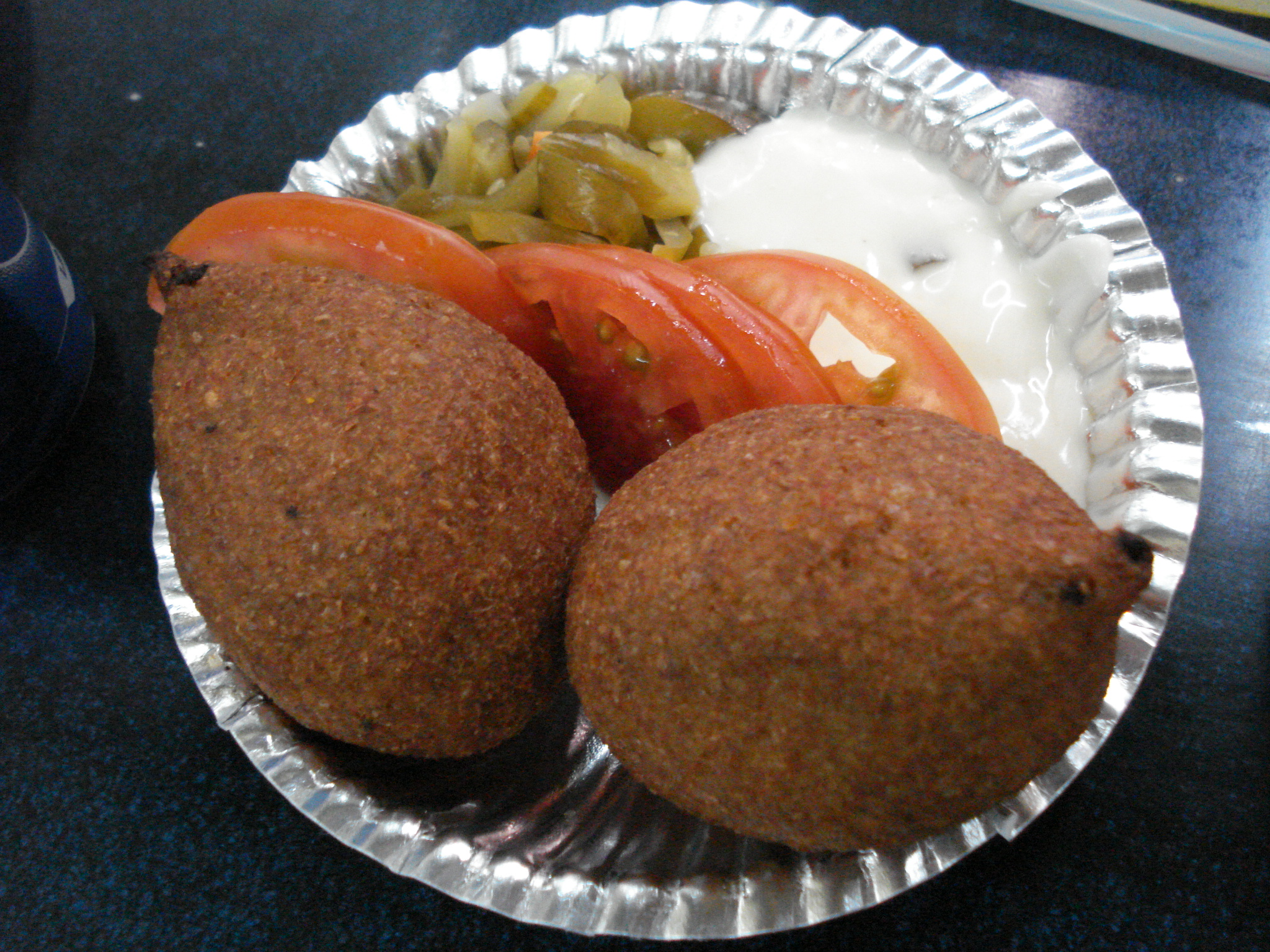
کیبه

انواع غذاهای سوری که از مخلوط بلغور و گوشت چرخ‌کرده بره به صورت سرخ‌شده، کبابی، پخته‌شده یا خام تهیه می‌شوند ، کبه (كبّة) نامیده می‌شوند.
| نام                                                      | توضیحات                                               |
| -------------------------------------------------------- | ----------------------------------------------------- |
| Kibbeh bisseniyyeh ( كبّة بالصينيّة به معنی «بشقاب کیبه ») | یک بشقاب کیبه پخته شده                                |
| کیبه حلبیه ( كبّة حلبيّة )                                 | کیبه با پوسته برنج؛ اگرچه نام آن از حلب گرفته شده است |
| کیبه همده ( كبّة حامضة )                                  | کیبه با آبلیمو                                        |
| کیبه لبانیه ( كبّة لبنيّة )                                | کیبه پخته شده با ماست                                 |
| کبه قراص (مشویه) (كبّة أقراص (مشوية )                     | کیبه کبابی                                            |
| کبه نایه ( كبّة نيّة )                                     | کیبه خام                                              |
| کیبه سفرجلیّه ( كبّة سفرجليّة )                             | کیبه با به                                            |
| Kibbeh simmaaiyyeh ( كبّة سمّاقيّة )                        | کیبه با سماق                                          |

### ماهشی(کدو حلوایی شکم پر)

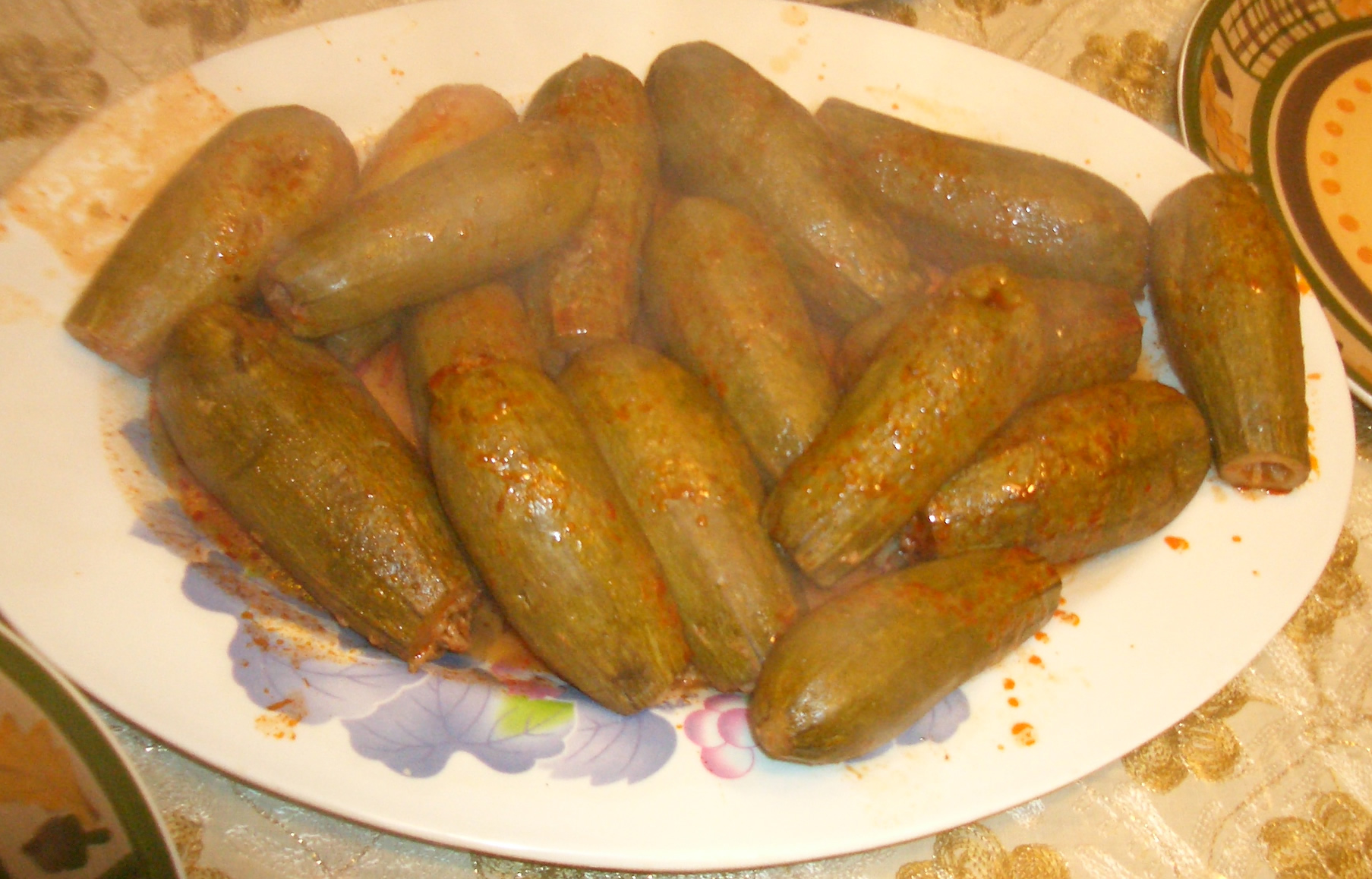
کوسا ماهشی

یک غذای معروف که در سوریه سرو می‌شود از سبزیجات (معمولاً کدو سبز - كوسا تهیه می‌شود. / kūsā, or بادنجان — باذنجان / بادهنجان ) که با گوشت چرخ‌کرده گاو یا بره یا گوسفند، آجیل و برنج پر می شوند.

### غذای خیابانی

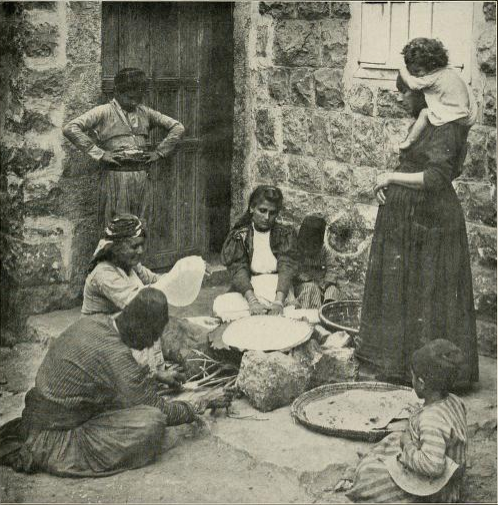
پخت نان تخت در دهه ۱۹۱۰

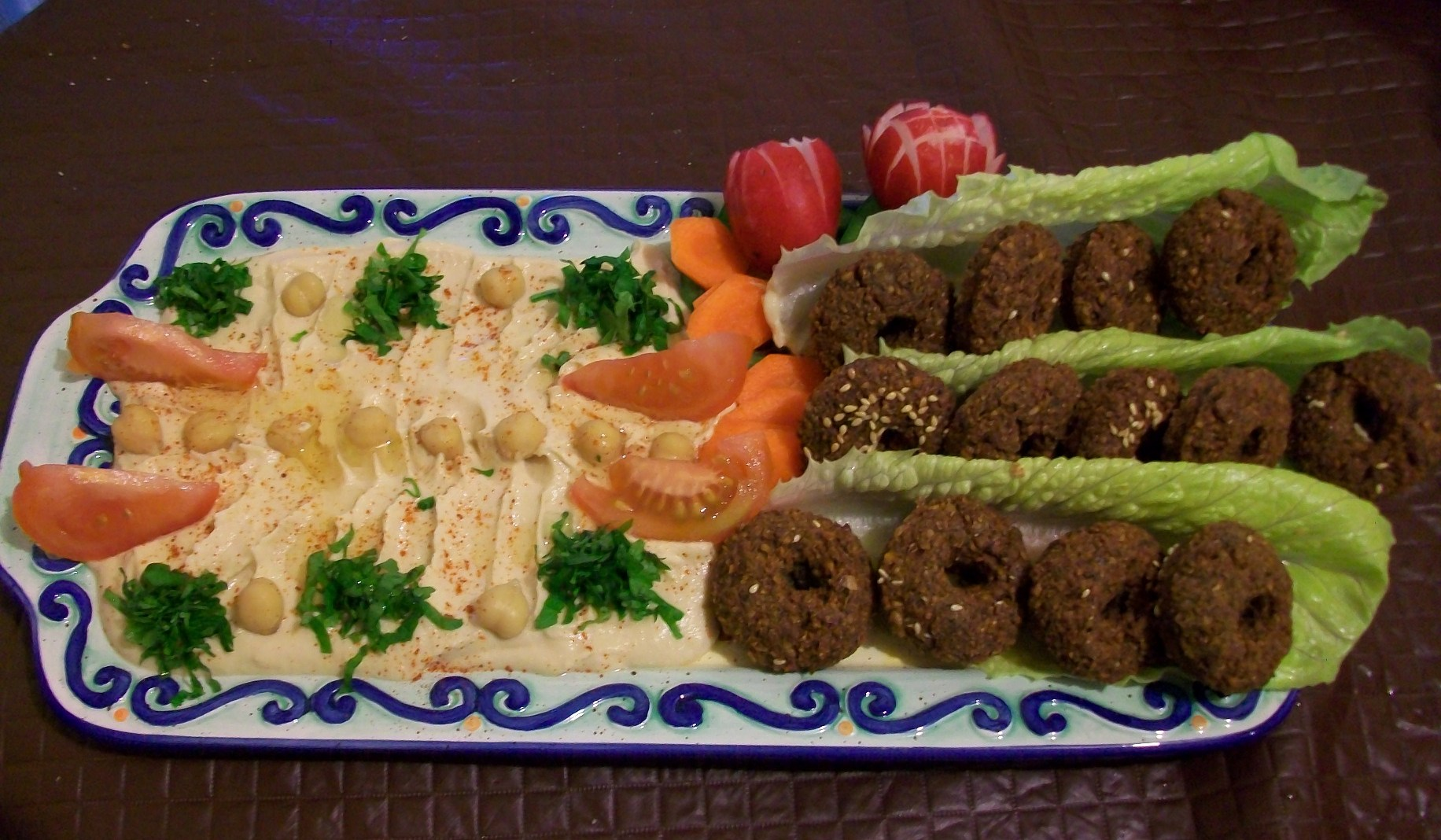
فلافیل و حمص در صبحانه سوری

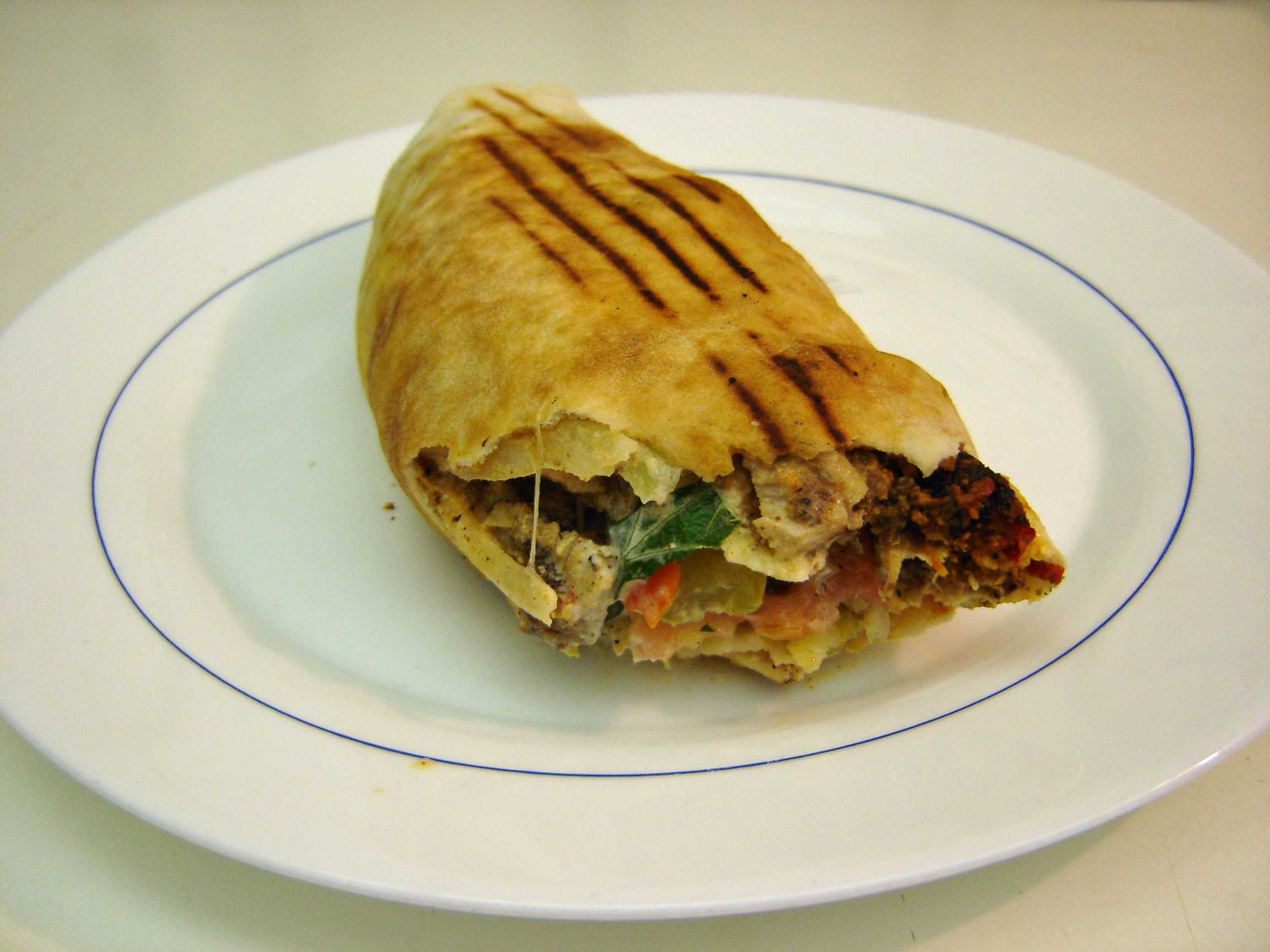
شاورما

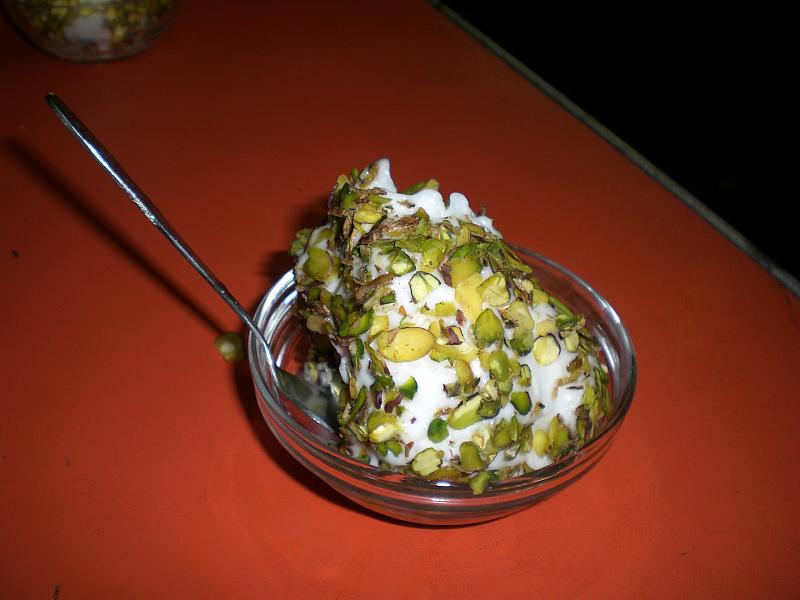
بوزا

غذاهای خیابانی سوریه شامل موارد زیر است:
| نام               | توضیحات |
| ----------------- | --- |
| بوزا ( بوظة )     | بستنی به خاطر بافت کشسان که به دلیل وجود مصطکی ایجاد می‌شود، شناخته شده است. |
| فلافل ( فلافل )   | توپک‌ها یا کتلت‌های سرخ‌شده از نخود له‌شده و ادویه‌دار که اغلب در نان عربی ، همراه با ترشی، ارده ، حمص ، سماق، سالاد سبزیجات خرد شده و اغلب، شاته ، سس تندی که نوع آن بسته به دستگاه فلافل‌پز متفاوت است، سرو می‌شوند. |
| کعک ( كعك )       | حلقه‌های نان، که از آرد و سایر مواد تشکیل شده‌اند و معمولاً روی آنها دانه‌های کنجد پاشیده می‌شوند، گاهی برای همراهی با پنیر سوری روی میز سرو می‌شوند؛ نوع کره‌ای و شیرین شده، که با خرما یا گردوی له شده پر شده است، به عنوان دسر خورده می‌شود و معمولاً برای خوردن با پنیر رشته‌ای به شکل بافته ( جیبنه ماشالله ) سرو می‌شود. |
| مناقیش ( مناقيش ) | خمیری که با زعتر ، پنیر یا گوشت چرخ‌کرده پوشانده شده است؛ می‌توان آن را برش داد یا تا کرد و می‌توان آن را برای صبحانه یا ناهار سرو کرد |
| شاورما ( شاورما ) | گوشت ورقه شده و مزه دار شده که از سیخ کباب جدا شده و در نان عربی یا گاهی باگت ، به تنهایی با حمص یا با مخلفات اضافی مانند پیاز تازه، سیب زمینی سرخ کرده، سالاد و ترشی، قرار داده می‌شود. |

### شیرینی‌ها

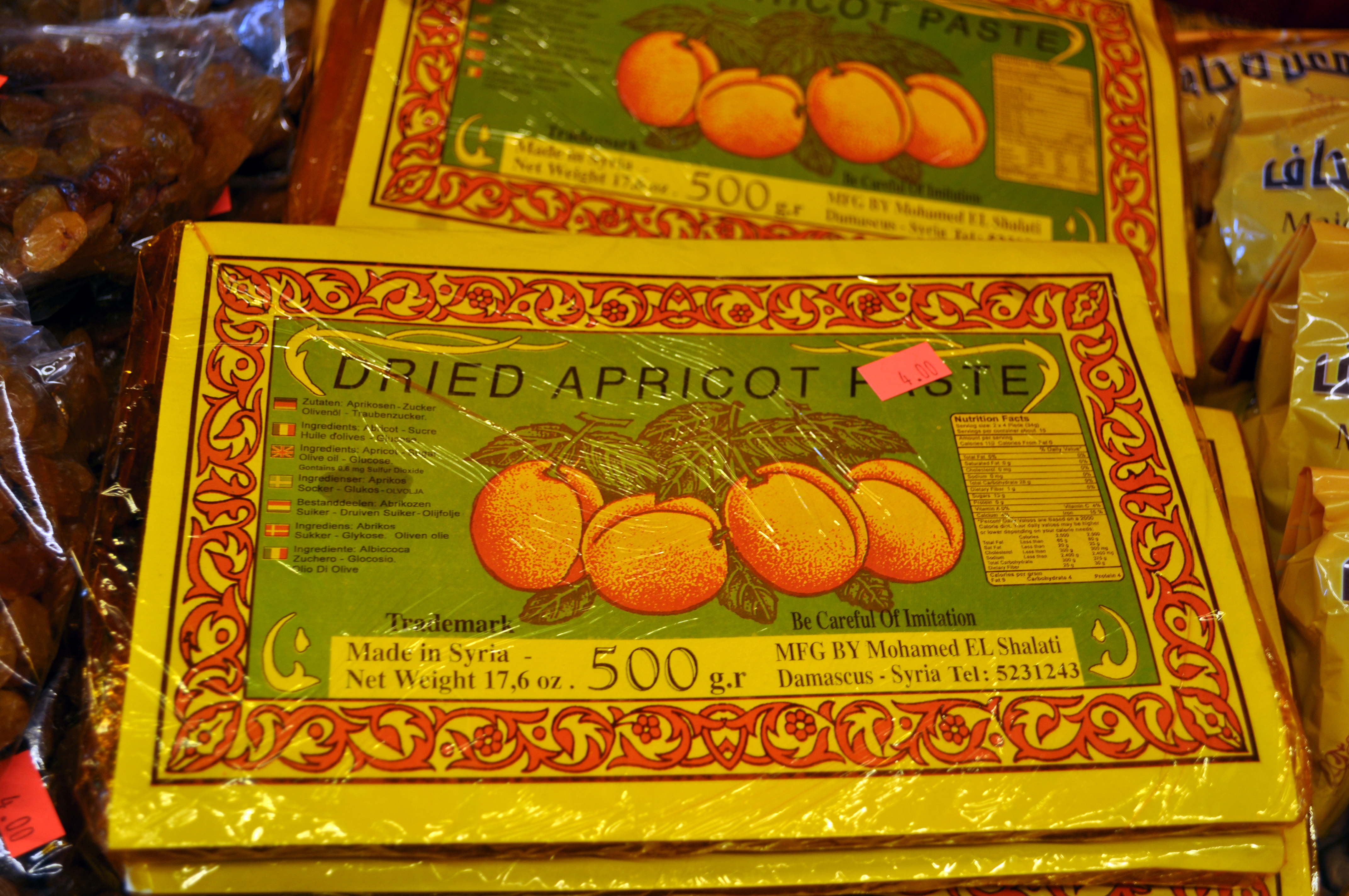
برگه زردآلو خشک (قمر الدین)

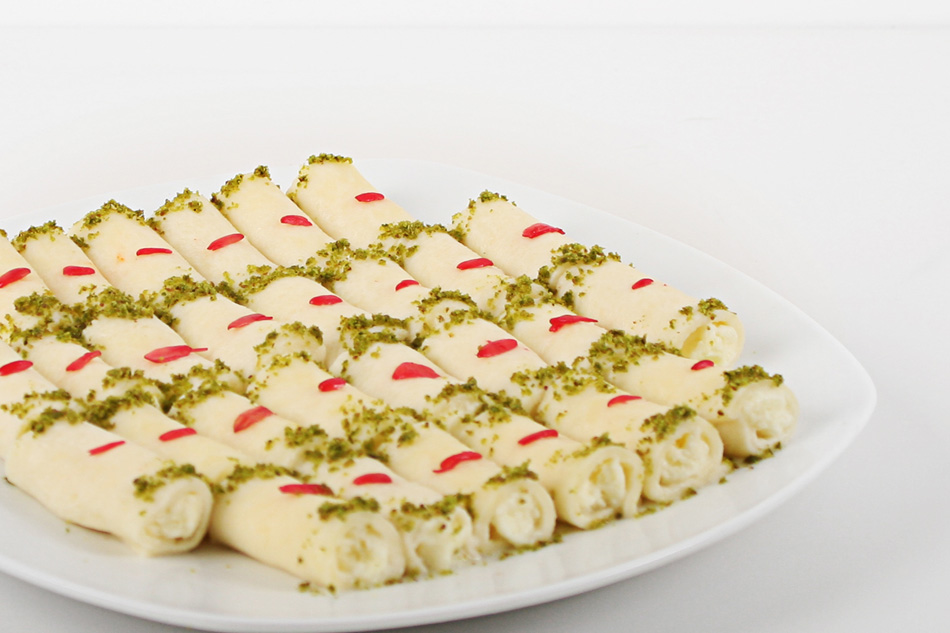
حلاوة الجبن

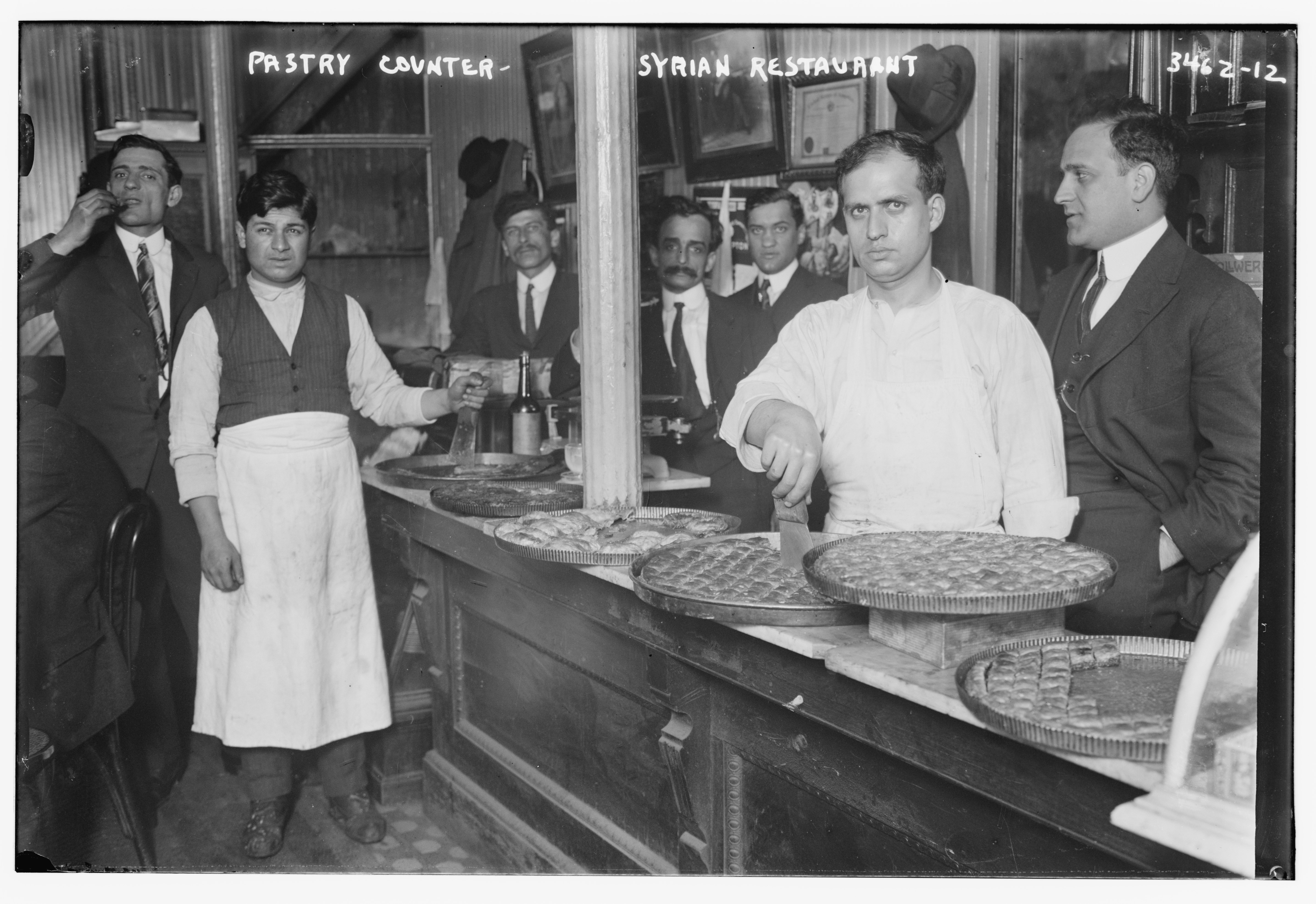
پیشخوان شیرینی فروشی در یک رستوران سوری در لیتل سیریا (منهتن)، ۱۹۱۰

| نام                                                         | توضیحات |
| ----------------------------------------------------------- | --- |
| "باالوا" (بقلاوة)                                           | لایه های شیرینی پر از مغز، غوطه‌ور شده در شربت عسل به نام atr (قطر) و معمولاً به شکل مثلث یا الماسبرش خورده                                                                                         |
| Barazek (برازق)                                             | نوعی کوکی کنجدی که از دانه‌های کنجد سفید، کره، شکر، شیر و عسل تهیه می‌شود |
| باسبوسا (بسبوسة)                                            | کیک شیرینی که از سمولینا یا فارینا پخته شده و در شربت ساده غوطه‌ور می‌شود |
| بشمینا (البشمينا)                                           | پشمک به سبک سوری. عمدتاً از آرد با شربت عسل به نام atr (قطر) تهیه می‌شود. |
| Bilatat jahanam (بلاطة جهنم که به معنای "تایل جهنم" است)    | عمدتا از شکر و آرد با رنگ غذایی قرمز تهیه می شود |
| کریپ (كريب)                                                 | یک شیرینی بسیار نازک فرانسوی با کره و شکر |
| غزل البنات                                                  | پشمک شیرینی پر شده با پسته یا بادام هندی |
| حلاوة حمصيّة                                                 | همچنین به عنوان ال قرمشلیا شناخته می‌شود، از آرد، آب و نمک تهیه می‌شود، در روغن سرخ می‌شود تا تکه‌های کوچکی تشکیل شود که بعداً رنگ‌آمیزی می‌شوند                                                         |
| حلاوة الجبن                                                 | شیرینی رول شده و پر شده با پنیر یا خامه غلیظ، سرو شده با شربت عسل به نام atr (قطر) |
| هالو (حلوة)                                                 | یک لبه پسته ساسام که با میوه ها و شیرینی ها و شیرین ها مخلوط شده است |
| هیطلیه                                                      | يه جور پودينگ شیر |
| كنافة (کنافة)                                               | تکه‌ای از خمیر کنجد که با میوه و شربت تزئین شده است |
| [[معمول (شیرینی)\|معمول]]                                   | بیسکویت‌هایی که با خرما، پسته یا گردو پر می‌شوند و در قالب چوبی به نام تابی (طابع) شکل داده می‌شوند، شیرینی محبوبی در اعیاد مسیحی (عید پاک)، اعیاد مسلمانان (عید فطر) و اعیاد یهودیان (پوریم) هستند. |
| مامونيّة (مامونیّة)                                           | مخلوط سمولینا و روغن حیوانی که در آب و شکر جوشانده می‌شود و معمولاً با پنیر شور یا خامه شیر به نام قشته (قشطة) سرو می‌شود.                                                                           |
| محلبی                                                       | یک نوع پودينگ شیر |
| نبولسییه (نابلسيّة)                                          | یک لایه پنیر نیمه شور نابلسی که با خمیر سمولینا پوشانده شده و با شربت عسل به نام (قطر) آغشته شده است.                                                                                             |
| [[قطایف\|قطايف]] (قطائف)                                    | خمیر سمولینا پر شده با خمیری از گردوی شیرین یا خامه شیر، به همراه شربت عسل به نام عطر (قطر) |
| قمر الدين                                                   | برگه زردآلو خشک |
| "را"                                                        | یک شیرینی مبتنی بر ژل نشاسته و قند است |
| پودینگ برنج (رز بحليب)                                      | از برنج مخلوط با آب یا شیر و سایر مواد مانند دارچین تهیه می‌شود. |
| سمسمیه (السمسمية)                                           | شیرینی کنجد و شکر یا عسل، به همراه مقداری سپوناریا |
| سوار اسیت-سیت (سوار الست که به معنای "مقطوع دست بانوی" است) | یک شیرینی دیسکی شکل که در شربت عسل به نام عطر (قطر) خیسانده می‌شود و مرکز آن با پسته خرد شده پوشانده می‌شود.                                                                                        |
| تاج الملیک (تاج الملك که معنی "تاج پادشاه")                 | شیرینی خشک گرد، که مرکز آن با پسته، بادام هندی یا سایر مغزها پر شده است |
| زلابییه (زلابيّة)                                            | ورقه‌های نازک خمیر سمولینا، آب‌پز، لوله شده و پر شده با پسته یا خامه شیر به نام قشته (قشطة) |
| زنداد اسیت (زنود الست که به معنای "دست های بانوی" است)      | شیرینی‌های فیلو با مواد پرکننده متنوع |

## پنیرها
- پنیر هالومی - پنیری نیمه سفت، نرسیده و نمک سود شده
- جیبنه بایدا - پنیر سفید سفت با طعم شوری مشخص
- جیبنه خضرا - نوعی پنیر رشته‌ای، که اصالتاً منشا سوری دارد و با نام جیبنه ماشالله نیز شناخته می‌شود
- شانکلیش - نوعی پنیر آبی که از شیر گاو یا گوسفند تهیه می‌شود و اغلب با آویشن خشک و روغن زیتون سرو می‌شود

## نوشیدنی‌ها

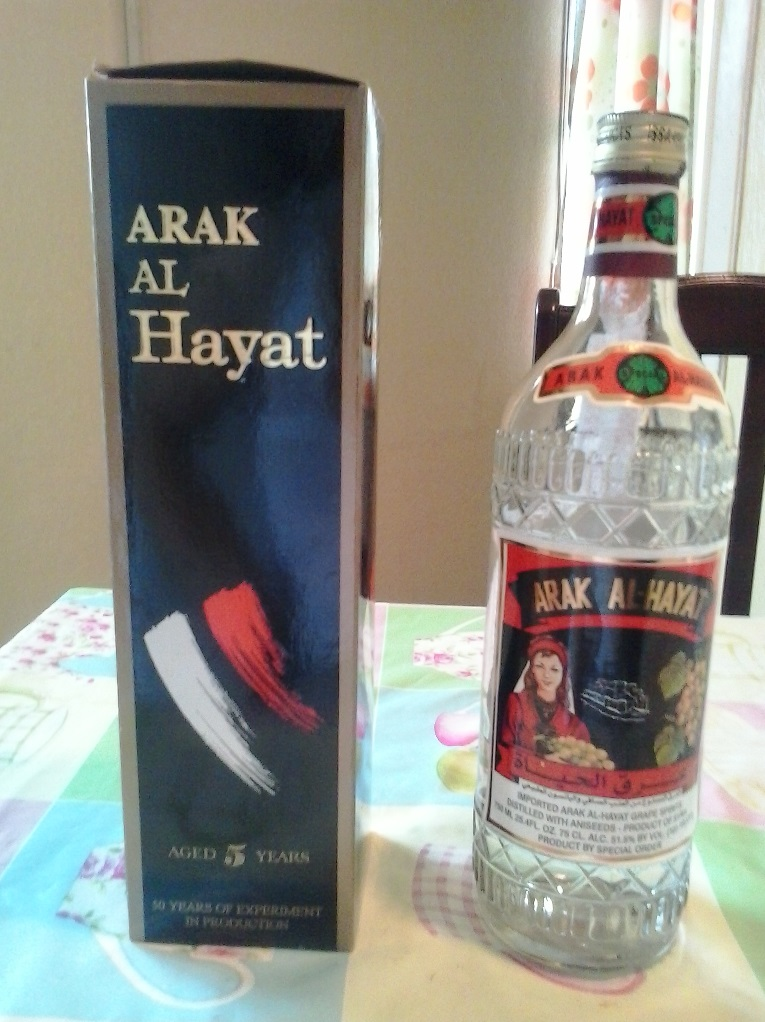
نسخه ویژه عرعک الحیات (۵ ساله از حمص ، سوریه

| نام                                            | توضیحات |
| ---------------------------------------------- | --- |
| الماته ( المته )                               | نوشیدنی کافئین‌دار که از برگ‌های آسیاب‌شده‌ی یربا ماته تهیه و گرم سرو می‌شود                                                          |
| «آرا» ( عرق )                                  | نوعی مشروب الکلی تقطیر شده، شفاف رنگ، تهیه شده از انگور و طعم‌دار شده با دانه‌های انیسون                                           |
| ایران ( عيران )                                | نوشیدنی بر پایه ماست مخلوط با نمک و آب                                                                                           |
| جلاب ( جلاب )                                  | شربت میوه‌ای که می‌تواند با مایعات ترکیب شود تا یک نوشیدنی داغ یا ولرم تشکیل دهد                                                   |
| پولو ( بولو )                                  | لیموناد نعناع |
| قهوه بیضاء ' ( قهوة بيضاء به معنی «قهوه سفید») | نوشیدنی بدون کافئین که از آب و عرق شکوفه پرتقال تهیه می‌شود و به دلخواه با شکر شیرین می‌شود و معمولاً به جای قهوه سرو می‌شود         |
| قمر الدین ( قمر الدين )                        | آب زردآلوی غلیظ، که معمولاً در ماه رمضان برای افطار سرو می‌شود                                                                     |
| سالپ ( سحلب )                                  | نوشیدنی سنتی زمستانی، که با آرد غده‌های ارکیده از جنس Orchis تهیه می‌شود؛ آرد ثعلب در نوشیدنی‌ها و دسرها مصرف می‌شود.                |
| آبجو سوری ( البيرة السوريّة )                   | نوشیدنی تهیه شده از مالت تخمیر شده با مخمر، طعم دار شده با رازک                                                                  |
| قهوه سوریه ( قهوة )                            | نوشیدنی‌ای که از دانه‌های قهوه‌ کمی برشته شده به همراه هل تهیه می‌شود و در فنجان‌های کوچک (مانند قهوه‌ی ترک ) سرو می‌شود.               |
| شراب ( نبيذ )                                  | نوعی نوشیدنی الکلی که از تخمیر انگور تهیه می‌شود                                                                                  |
| آراء السوسه (عرق السوس)                        | نوشیدنی شیرین بیان از ریشه شیرین بیان تهیه می‌شود و نوشیدنی گوارا با فواید فراوان است و اغلب به صورت سرد و در تابستان تهیه می‌شود. |